# Совет государственного объединения России
Сове́т госуда́рственного объедине́ния Росси́и (аббр. — СГОР) — организация, созданная в оккупированном немцами Киеве в конце 1918 года политическими и общественными деятелями бывшей Российской империи, укрывшимися в Украинской Державе от большевистского режима. Совет стоял на антисоветских, монархических позициях и своей задачей видел работу по восстановлению «Великой, Единой и Неделимой России».

## История существования
Первым председателем Совета был избран октябрист барон В. В. Меллер-Закомельский. В деятельности Совета активное участие принимали бывший министр земледелия А. В. Кривошеин (впоследствии сменил Закомельского на посту председателя), П. Н. Милюков, С. Н. Маслов, князь Е. Н. Трубецкой, граф В. А. Бобринский, А. М. Масленников, А. С. Хрипунов, М. С. Маргулиес.:163 В Совет вошли бывшие члены московского Правого центра, бывшей кадетской партии и Национального центра.
Несмотря на то, что большинство членов Совета были монархистами и отстаивали идеи конституционной монархии:170, официально Совет стоял на принципе «непредрешенчества» — по мнению членов Совета, определить форму правления в России после победы над большевизмом должен был бы сам русский народ через выборы в Учредительное собрание на основе «всеобщего, прямого, равного и тайного избирательного права». Так как результаты выборов в Учредительное собрание 1917 года признавались неудовлетворительными, считалось необходимым провести новые выборы.
До событий ноября 1918 года в Омске члены Совета видели лидером Белого дела великого князя Николая Николаевича. После того, как о провозглошении адмирала Колчака Верховным Правителем России стало известно на Украине (в середине января 1919 года):163, Совет поддержал его кандидатуру.
Несмотря на то, что Совет был образован на территориях, оккупированных Германией, члены Совета в основном придерживались во внешней политике ориентации на «державы Согласия». Представители Совета составили ядро русской делегации, отправившейся в ноябре 1918 года на Ясское совещание, на котором они просили представителей союзников оказать активную помощь Белому движению.
С утерей режимом гетмана П. П. Скоропадского контроля над Центральной Украиной и захватом власти в Киеве Директорией С. В. Петлюры, Совет перебрался в Одессу, власть в которой делили между собой союзники (под началом Франции) и Добровольческая армия и которая зимой 1918-19 гг. стала одним из центров антибольшевистского сопротивления на Юге России. В этот период члены Совета пытались выработать наиболее приемлемую для местных условий модель гражданского управления, которая, с одной стороны, безоговорочно подчинялась бы Главкому Добровольческой армии, а с другой стороны, отвечала бы местным условиям — удалённость от центра (Екатеринодара) затрудняла сношения с Главкомом, что требовало определённой свободы в решении многих насущных вопросов.
Особое значение в глазах политиков придавалось вопросу выбора способа наилучшего управления отдельными регионами России, в которых большевики могут в тот или иной период утратить власть. В разработке наилучшей модели управления, с учётом необходимости сохранения единой Всероссийской власти, принимал участие так называемый «совет четырёх», по количеству самых влиятельных всероссийских организаций, находившихся тогда в Одессе и обсуждавших этот вопрос, — Национального Центра, Союза возрождения России, Совета земств и городов юга России и СГОРа. Противоречия по существенным вопросам (прежде всего в отношении единоличной и коллегиальной власти) были так велики, что переговоры зашли в тупик. При этом члены Совета, несмотря на кажущуюся склонность, в силу своей правоцентристской и монархической ориентации, к отстаиванию единоличной формы правления, ратовали за коллегиальную:169.
С эвакуацией французов из Одессы в начале апреля 1919 года Совет фактически прекратил своё существование. Впоследствии многие члены Совета входили в состав различных антибольшевистских организаций и правительств — Особого Совещания, Северо-Западного правительства, Правительства Юга России.